# Gregoriana Pápai Egyetem
A Gregoriana Pápai Egyetem, avagy Pápai Gergely Egyetem (latinul: Pontificia Universitas Gregoriana) egy római pápai egyetem, amelyet III. Gyula pápa felhatalmazásával 1553-ban Loyolai Szent Ignác és Borgia Szent Ferenc alapított. 

## Története
IV. Pál pápa emelte egyetemi rangra 1556. január 17-én. 1582-ben XIII. Gergely pápa nagy adományokkal és új épületekkel ajándékozta meg, ezért viseli nevét. 1876-ban a filozófia és teológia mellé IX. Piusz pápa egyházjogi fakultást alapított, 1924-ben XI. Piusz pápa létrehozta a Latin Irodalom Főiskoláját, 1928. szeptember 30-án pedig az egyetemhez kapcsolta a Pápai Biblikus Intézetet és a Keleti Tanulmányok Pápai Intézetét, majd 1932-ben fölállította a missziológia és az egyháztörténelem fakultásait. 1955-ben a filozófiai fakultás kebelében alapították a Társadalomtudományok Intézetét, mely 1972. november 11-én önálló fakultás lett. 1958. május 20-án alapították a teológiai fakultás kebelében a Spiritualitás Intézetét. A teológiai fakultás mellé 1970-ben alapították a Regina Mundi Pápai Intézetet (szerzetesnők apostoli munkára való fölkészítésére) és a Vallástudományok Intézetét, majd 1971-ben a Pszichológiai Intézetet.

## Híres diákjai és professzorai
A Gergely Egyetem növendéke volt 14 pápa, többek között:
- XV. Gergely pápa
- VIII. Orbán pápa
- X. Ince pápa
- XI. Kelemen pápa
- XIII. Leó pápa
- XII. Piusz pápa
- VI. Pál pápa
- I. János Pál pápa

Az egyetem növendékei közül 21 szentté, 47 boldoggá avatott személy van, többek között:
- Bellarmin Szent Róbert
- Gonzaga Szent Alajos
- Szent Maximilian Kolbe
- Boldog Romzsa Tódor
- Boldog Meszlényi Zoltán

### További híres növendékek
- Paul Guldin (svájci matematikus és csillagász)
- Ivan Illich (osztrák filozófus)
- Marc Ouellet (kanadai bíboros, québeci érsek)
- Óscar Romero (salvadori érsek)
- Odilo Pedro Scherer (brazil bíboros, São Paulo érseke)

### Magyar diákok és tanárok
- Benyik György (pap, teológus)
- Bolberitz Pál (pap, filozófus, egyetemi tanár)
- Erdő Péter (bíboros)
- Jáki Szaniszló (bencés szerzetes, fizikus, egyetemi tanár)
- Jakubinyi György (gyulafehérvári érsek, biblikus)
- Kovács Gergely (gyulafehérvári érsek)
- Kuminetz Géza (pap, egyetemi tanár)
- Nemeshegyi Péter (jezsuita egyetemi tanár)
- Oláh Zoltán (szemináriumi rektor, biblikus)
- Scheffler János (boldog, szatmári püspök)
- Székely János (teológus)
- Varga Lajos (váci segédpüspök)
- Weissmahr Béla (jezsuita egyetemi tanár)

1. ↑  https://www.catholicnewsagency.com/news/251540/father-mark-lewis-named-rector-of-pontifical-gregorian-university-in-rome